# Gebrugde verbinding
In de scheikunde verwijst een gebrugde verbinding naar een welbepaalde manier waarop atomen in een molecule ruimtelijk zijn gerangschikt. Bij een gebrugde verbinding zitten 1 of 2 cyclische structuren aan elkaar vast en daarbij hebben 2 koolstofatomen, die zich aan de basis van de koppeling tussen de ringen bevinden, nog een extra binding. Hierdoor worden 2 zogenaamde bruggenhoofden (de betrokken C-atomen) met elkaar verbonden en komt er nog een extra koolstofketen bij, die als het ware een brug vormt over de ringen heen.
Norbornaan en norborneen vormen 2 exemplarische modellen van een gebrugde verbinding. Zij bestaan uit een zesring, waarbij koolstofatoom 3 en 6 via een CH2-brug met elkaar zijn verbonden. Bij het benoemen van de brug moet steeds de kortste verbinding tussen 2 elementen uit een ring worden beschouwd.

## Terminologie
Volgende termen zijn van belang bij het bespreken en benoemen van gebrugde verbindingen:
- Bruggenhoofd: ieder atoom dat deel uitmaakt van het koolstofskelet en verbonden is met minstens 3 andere atomen uit het koolstofskelet. Een brug verbindt 2 bruggenhoofden met elkaar.
- Primair bruggenhoofd: bij het benoemen van gebrugde verbindingen moeten eerst 2 primaire bruggenhoofden benoemd worden. Deze moeten met ten minste 3 andere bruggen verbonden zijn. De nummering van de atomen uit de verbinding start steeds bij een van de 2 primaire bruggenhoofden.
- Hoofdring: de ringstructuur die de 2 primaire bruggenhoofden en zo veel mogelijk atomen bevat.

## Naamgeving

### Bicyclische verbindingen
Een bicyclische gebrugde verbinding bestaat uit een hoofdring en 1 brug, waarvan de bruggenhoofden deel uitmaken van de hoofdring. Het eerste deel van de naam wordt gevormd door het prefix bicyclo-, dat indiceert dat het om een bicyclisch systeem gaat. Vervolgens komt tussen rechte haken het aantal atomen dat deel uitmaakt van elke brug (exclusief de bruggenhoofden). Deze getallen worden gescheiden door middel van punten en in aflopende volgorde geplaatst. Het laatste deel wordt gevormd door de naam het de koolwaterstofketen, die aanduidt hoeveel koolstofatomen er in totaal in de verbinding voorkomen (eigenlijk de naam van het lineaire koolwaterstof).

#### Voorbeeld 1: bicyclo[3.2.1]octaan
Onderstaande verbinding, bicyclo[3.2.1]octaan, is een bicyclische verbinding:
De naam wordt gevormd door volgende delen:
- Het prefix bicyclo- duidt op de aanwezigheid van 2 ringen
- Vervolgens komen het aantal koolstofatomen van de 3 aanwezige bruggen:
  - 1 (vetgedrukte brug)
  - 2 (links van de vetgedrukte brug)
  - 3 (rechts van de vetgedrukte brug)
- Het laatste gedeelte is de naam van het koolwaterstof: octaan (want er zijn 8 atomen aanwezig in de structuur)

#### Voorbeeld 2: 9-oxabicyclo[4.2.1]nonaan
Onderstaande verbinding, 9-oxabicyclo[4.2.1]nonaan, is een bicyclische verbinding:
De naam wordt gevormd door volgende delen:
- De aanduiding 9-oxa- duidt erop dat er zich op atoom 9 een zuurstof bevindt
- Het prefix bicyclo- duidt op de aanwezigheid van 2 ringen
- Vervolgens komen het aantal koolstofatomen van de 3 aanwezige bruggen:
  - 1 (vetgedrukte brug)
  - 2 (linksonder de vetgedrukte brug)
  - 4 (rechtsboven de vetgedrukte brug)
- Het laatste gedeelte is de naam van het koolwaterstof: nonaan (want er zijn 9 atomen aanwezig in de structuur)

### Polycyclische verbindingen
Polycyclische gebrugde verbindingen volgende dezelfde regels als de bicyclische gebrugde verbindingen. De aanduiding van het aantal ringen gebeurt aan de hand van de voorvoegsels: tricyclo-, tetracyclo-, pentacyclo-, ... Vervolgens komen weer de getallen met aanduiding van het aantal atomen van de brug.
Bij polycyclische gebrugde systemen kunnen bruggen ook met elkaar verbonden zijn. De plaatsen waar die verbonden zijn, moeten worden aangeduid met de kleinst mogelijk nummering in de ring, zonder daarbij de plaats van de primaire bruggenhoofden te negeren. Onderstaand voorbeeld (tricyclo[2.2.1.02,6]heptaan) geeft aan hoe dit moet gebeuren:
De naam wordt gevormd door volgende delen:
- Het prefix tricyclo- duidt op de aanwezigheid van 3 ringen
- Vervolgens komen het aantal koolstofatomen van de 3 aanwezige bruggen:
  - 0 (driehoekige structuur vooraan bestaat enkel uit bruggenhoofden en heeft dus geen enkel zelfstandig atoom)
    - Deze brug is verbonden met koolstofatoom 2 en 6: dit wordt aangeduid door deze nummers in superscript te plaatsen

  - 1 (de brug gevormd door koolstofatoom 7)
  - 2 (links en rechts van de structuur)
- Het laatste gedeelte is de naam van het koolwaterstof: heptaan (want er zijn 7 atomen aanwezig in de structuur)

## Voorbeelden
Volgende verbindingen dragen één of meerdere bruggen in hun structuur:
| - Adamantaan - Adapaleen - Amantadine - Barreleen - Basketaan - Basketeen - Biperideen - Borneol - Bullvaleen - Deoxynivalenol - Dicyclopentadieen - Difosforpentoxide - ENB | - Fosforpentasulfide - Fosforsesquisulfide - F-TEDA-BF4 - Hexamine - Iceaan - Kamfeen - Kamfer - Memantine - Norbornadieen - Rimantadine - Scopolamine - Tri-ethyleendiamine - Tromantadine |